# Професійний доктор інжененерії
Професійний доктор інжененерії (ПДІнж; англ. Professional Doctorate in Engineering - PDEng) — голландський науковий ступінь, що вручається випускникам  інженерних програм, які розвивають навички роботи в професійному середовищі.
Технологічні проектні програми ПДІнж були створені на вимогу голландської високотехнологічної промисловості. Високотехнологічні компанії потребують професіоналів, які можуть проектувати і розробляти складні нові продукти і процеси, пропонують інноваційні рішення.
Всі програми працюють в тісній співпраці з високотехнологічною індустрією, пропонуючи слухачам можливість брати участь на у великомасштабних, міждисциплінарних проектах розробках. Така співпраця, програм ПДІнж забезпечують слухачів цінними контактами у галузі. Кожна програма охоплює різні технічні ділянки, наприклад управління складними архітектурно-будівельними проектами, проектування механізмів користувацьких інтерфейсів для споживчих товарів чи розробка високотехнологічних програмних систем для програмно складних систем. Вимоги для прийняття на програму, що присвоює звання ПДІнж вимагає принаймні ступінь магістра в суміжній галузі.
ПДІнж освіту можна отримати в трьох технічних університетах Нідерландів: Технологічний університет Делфта, Технологічний університет Ейндховена і Університет Твенте. Між цими університетами існують програми співробітництва, такі як 3ТУ Федерація та її підрозділ Інститут Стена Акермана.

## Історія
Назва ступінь Професійний доктор інжененерії (ПДІнж) пов'язана з існуванням системи ступенів Бакалавр/Магістр після запровадження Болонського процесу. Хоча більшість голландських університетів перейшла на систему Бакалавр/Магістр в 2001 році, ПДІнж був відомий як офіційний ступінь Магістр технічного дизайну (МТД) до 2004 року. Саме тоді голландський сертифікаційний комітет з конструкторсько-технологічних програм нарешті ратифікував нову ступінь, щоб відокремити його від ступеня звичайних магістра.

## Програми ПДІнж за університетами
Програми ПДІнж [Архівовано 7 квітня 2014 у Wayback Machine.] в Технологічному університеті Делфта
- Дизайн процесів та обладнання (PED)
- Дизайн хімічних продуктів  (CPD)
- Дизайнер в біопроцесів (DBE)
- Дизайн біопродуктів (BPD)
- Комплексний дизайн в галузі цивільного будівництва (CDCE)

Програми ПДІнж в Технологічному університеті Ейндховена
- Розробка систем архітектурного керування (ADMS)
- Дизайн автомобільних систем  (ASD)
- Клінічна інформатика (CI)
- Дизайн і технологія приладобудування (DTI)
- Розробка систем охорони здоров'я (потік в рамках програми ICT)
- Інформаційні та комунікаційні технології (ICT)
- Системи керування логістикою (LMS)
- Математика для промисловості (MI)
- Дизайн процесів та продуктів (PPD)
- Розумні енергетичні будівлі  та міста (SEB&C)
- Технологія програмного забезпечення (ST)
- Система користувацької взаємодії (USI)

Програми ПДІнж в Університеті Твенте
- Цивільне будівництво (CE)
- Технологія енергії та процесів (EPT)
- Робототехніка (Rob)